# Großer Preis von Frankreich 1937
Der XXXI. Große Preis von Frankreich (XXXI Grand Prix de l’Automobile Club de France) fand am 4. Juli 1937 auf dem Autodrome de Linas-Montlhéry in Frankreich statt.
Das Rennen wurde über 40 Runden à 12,609 km ausgetragen, was einer Gesamtdistanz von 504,360 km entsprach. Anders als in den vorangegangenen Jahren, als der Grand Prix stets zur Europameisterschaft der AIACR zählte, wurde das Rennen in diesem Jahr als Sportwagenrennen ausgeschrieben.

## Meldeliste
| Nr. | Fahrer                              | Konstrukteur | Fahrzeug          | Team               | Bemerkung |
| --- | ----------------------------------- | ------------ | ----------------- | ------------------ | --------- |
| 06  | Raymond Sommer                      | Talbot       | Talbot-Lago T150C | Automobiles Talbot |           |
| 08  | Albert Divo                         | Talbot       | Talbot-Lago T150C | Automobiles Talbot |           |
| 10  | Gianfranco Comotti                  | Talbot       | Talbot-Lago T150C | Automobiles Talbot |           |
| 12  | Louis Chiron                        | Talbot       | Talbot-Lago T150C | Automobiles Talbot |           |
| 14  | Jean-Pierre Wimille                 | Bugatti      | Bugatti T57C      | Privat             |           |
| 16  | Robert Benoist                      | Bugatti      | Bugatti T57C      | Privat             |           |
| 18  | René Dreyfus                        | Delahaye     | Delahaye 135CS    | Écurie Bleue       |           |
| 20  | Laury Schell                        | Delahaye     | Delahaye 135CS    | Écurie Bleue       |           |
| 22  | René Carrière                       | Delahaye     | Delahaye 135CS    | Écurie Bleue       |           |
| 24  | Louis Villeneuve                    | Delahaye     | Delahaye 135CS    | Privat             |           |
| 26  | Daniel Porthault                    | Delahaye     | Delahaye 135CS    | Privat             |           |
| 28  | Eugène Chaboud / Jean Trémoulet     | Delahaye     | Delahaye 135CS    | Privat             |           |
| 30  | Genaro Léoz-Abad / Raymond de Saugé | Bugatti      | Bugatti T57C      | Privat             |           |

## Rennergebnis
| Pos. | Nr. | Fahrer                              | Konstrukteur | Runden | Zeit          | Ausfallgrund |
| ---- | --- | ----------------------------------- | ------------ | ------ | ------------- | ------------ |
| 1    | 12  | Louis Chiron                        | Talbot       | 40     | 3:46:01,6 h   |              |
| 2    | 10  | Gianfranco Comotti                  | Talbot       | 40     | + 02:06,4 min |              |
| 3    | 08  | Albert Divo                         | Talbot       | 40     | + 03:42,8 min |              |
| 4    | 22  | René Carrière                       | Delahaye     | 49     | + 01 Runde    |              |
| 5    | 06  | Raymond Sommer                      | Talbot       | 48     | + 02 Runden   |              |
| 6    | 28  | Eugène Chaboud / Jean Trémoulet     | Delahaye     | 33     | + 07 Runden   |              |
| DNF  | 30  | Genaro Léoz-Abad / Raymond de Saugé | Bugatti      | 27     |               | Motor        |
| DNF  | 26  | Daniel Porthault                    | Delahaye     | 24     |               | Unfall       |
| DNF  | 24  | Louis Villeneuve                    | Delahaye     | 16     |               | Motor        |
| DNF  | 20  | Laury Schell                        | Delahaye     | 14     |               | Unfall       |
| DNF  | 18  | René Dreyfus                        | Delahaye     | 8      |               | Getriebe     |
| DNF  | 14  | Jean-Pierre Wimille                 | Bugatti      |        |               |              |
| DSQ  | 16  | Robert Benoist                      | Bugatti      |        |               |              |

Schnellste Rennrunde:  Louis Chiron (Talbot), 5:29,7 min = 137,678 km/h

## Verweise